# IC 73
IC 73 је спирална галаксија у сазвјежђу Рибе која се налази на листи објеката дубоког неба у Индекс каталогу.
Деклинација објекта је + 4° 46' 2" а ректасцензија 1h 4m 53,1s. Привидна величина (магнитуда) објекта IC 73 износи 14,6 а фотографска магнитуда 15,4. IC 73 је још познат и под ознакама CGCG 410-29, UM 84, PGC 3842.